# منحنی بازدهی
منحنی بازدهی (به انگلیسی: Yield Curve) در دانش مالی نوعی منحنی است که نرخ بازده تا سررسید اوراق قرضه در آن به نمایش گذاشته می‌شود. این منحنی نشان‌دهنده رابطه بین نرخ بازده اوراق قرضه و مدت پیش‌رو تا سررسید آن است. اگر منحنی شیب صعودی داشته باشد، نشان‌دهنده این است که نرخ بازده اوراق قرضه درازمدت بیشتر از نرخ بازده اوراق قرضه کوتاه‌مدت است. اگر هم شیب نزولی داشته باشد، نشان‌دهنده این است که نرخ بازده اوراق قرضه کوتاه‌مدت بیشتر از نرخ بازده اوراق قرضه درازمدت می‌باشد.